# 테오브로민
테오브로민(theobromine, 이전 명칭: 잔테오스(xantheose))은 쓴 맛이 나는 카카오 식물의 알칼로이드이며 화학식은 C7H8N4O2이다. 초콜릿 외에도 차 식물잎, 콜라 나무 열매 등을 포함한 수많은 다른 음식에서 볼 수 있다. 잔틴 알칼로이드로 분류되며, 이 중 다른 것들로는 테오필린과 카페인을 포함한다. 카페인이 기타 메틸기를 갖고 있다는 점에서 화합물의 차이가 있다.
"테오브로민"이라는 이름에도 불구하고 이 화합물은 브로민이 포함되어 있지 않으며, 테오브로민(theobromine)은 카카오나무의 속의 이름인 테오브로마속에서 비롯된 것이다.(그 자체는 그리스어 낱말 theos(신들)과 broma(음식)으로 구성되며 이는 신들의 음식을 뜻한다)) -ine으로 끝나는 것은 알칼로이드와 다른 염기 질소 함유 화합물에 적용된다.
테오브로민은 약간의 수용성이 있으며(330 mg/L), 결정화되어 있고, 쓴 맛이 나는 가루이다. 테오브로민은 흰 색이거나 색이 없지만 상용 견본은 노란색을 띈다. 인간 신경계의 카페인의 것과 비슷하거나 그보다 조금 더 낮은 효력이 있으며 더 낮은 동족체(homologue)로 만들어준다. 테오브로민은 파라잔틴 외에도 테오필린의 이성질체이다. 테오브로민은 디메틸 잔틴으로 분류된다.
테오브로민은 1841년 러시아의 화학자 알렉산드르 보스크레센스키에 의해 카카오 콩에서 처음 발견되었다. 잔틴으로부터의 테오브로민의 합성은 1882년 헤르만 에밀 피셔에 의해 처음 보고되었다.
그리고,이 성분은 사람에겐 폐평활근을 이완시켜주지만 동물에겐 근육경련, 호흡곤란, 설사를
일으킨다.

## 같이 보기
- 초콜릿의 역사